# Knezovljani
Knezovljani is een plaats in de gemeente Donji Kukuruzari in de Kroatische provincie Sisak-Moslavina. De plaats telt 79 inwoners (2001).